# Championnat du Pacifique féminin de hockey sur glace
Le championnat du Pacifique féminin de hockey sur glace est une ancienne compétition internationale de hockey sur glace féminin organisée par la Fédération internationale de hockey sur glace.

## Historique
Le championnat du Pacifique fut mis en place par la fédération internationale en 1995 pour permettre aux équipes nationales du pourtour de l'Océan Pacifique de jouer des matchs compétitifs durant les saisons sans Championnat du monde féminin de hockey sur glace. Après l'édition 1996, le championnat disparaît, le championnat du monde étant devenu annuel.
Quatre équipes ont pris part aux deux éditions du championnat : 
- Canada
- Chine
- États-Unis
- Japon

## Palmarès
| Année | Vainqueur | Deuxième   | Troisième | Lieu                 |
| ----- | --------- | ---------- | --------- | -------------------- |
| 1995  | Canada    | États-Unis | Chine     | San José, États-Unis |
| 1996  | Canada    | États-Unis | Chine     | Richmond Canada      |